# Karl Maria Alexander von Auersperg

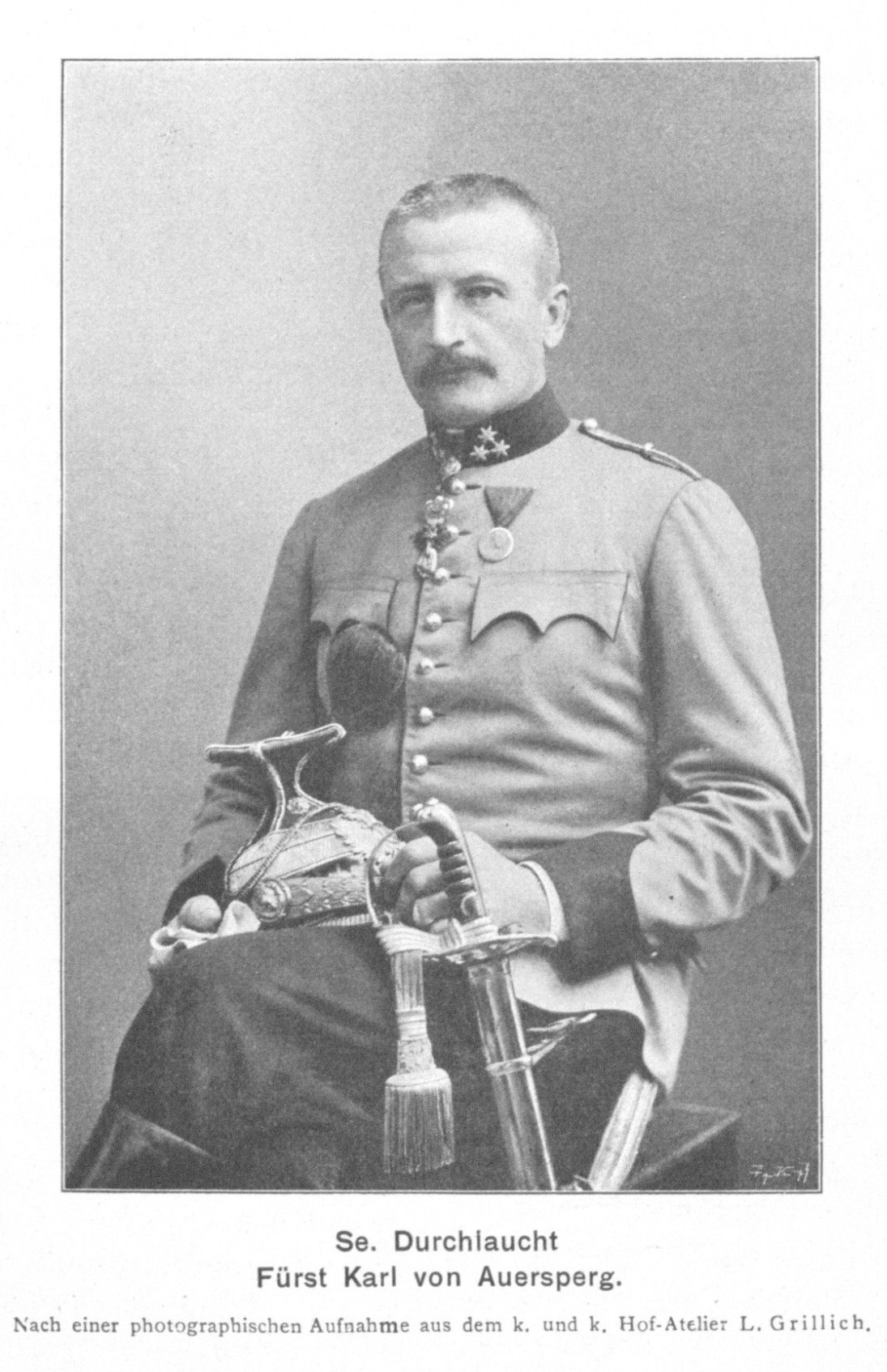
Karl von Auersperg im Jahre 1902

Karl Maria Alexander von Auersperg (* 26. Februar 1859 in Wien; † 19. Oktober 1927 in Goldegg; ab 1919 Karl Maria Alexander Auersperg) war ein österreichischer Gutsbesitzer und Politiker. Seit 1890 war er 9.  Fürst von Auersperg und Herzog von Gottschee.

## Leben
Karl Maria Alexander von Auersperg stammte aus dem alten österreichischen Adelsgeschlecht Auersperg, das von der Krain im 18. und 19. Jahrhundert teilweise nach Böhmen gezogen war. Seine Eltern waren der k.k. Ministerpräsident Adolf von Auersperg (1821–1885) und  dessen zweite Ehefrau Johanna Festetics von Tolna (1830–1884).
Als Nachfolger seines Onkels Carlos von Auersperg wurde er 1891 als 9. Fürst von Auersperg und Herzog von Gottschee erbliches Mitglied des Herrenhauses. Außerdem war wer Rittmeister der Reserve, Obersterblandkämmerer und Obersterblandmarschall in Krain und der Windischen Mark, Geheimer Rat und Ritter des Ordens vom Goldenen Vlies.
Von 1894 bis 1902 war Karl Maria Alexander von Auersperg als Abgeordneter des Großgrundbesitzes Mitglied des niederösterreichischen Landtags. Von 1907 bis 1911 war Auersperg als Reichsratsabgeordneter vom Wahlkreis der Gottscheer ins österreichische Abgeordnetenhaus gewählt. Als Präsident der Landwirtschaftsgesellschaft vertrat er landwirtschaftliche Interessen. Die Einführung des allgemeinen Wahlrechts lehnte er entschieden ab.

### Ehe und Nachkommen
Karl Maria Alexander von Auersperg heiratete Eleonore Maria Gräfin von Breunner-Enkevoirth (1864–1920) und hatte mit ihr fünf Kinder:
1. Adolf Karl August von Auersperg, Erbprinz (1886–1923) ⚭ Gabrielle von Clam und Gallas (1890–1979) und hatte mit ihr Nachkommen, darunter Karl Adolf (1915–2006), seit 1927 Chef des Hauses (adelshistorisch 10. Fürst von Auersperg)
2. Agathe von Auersperg (1888–1973)
3. Johanna von Auersperg (1890–1967)
4. Eleonore von Auersperg (1892–1967)
5. Karl von Auersperg-Breunner (1895–1980)